# Miren-Kostanjevica
Miren-Kostanjevica es un municipio de Eslovenia, situado en el oeste del país junto a la frontera con Italia, en la región de Gorizia. Tiene dos capitales que le dan nombre: Miren y Kostanjevica na Krasu.
En 2018 tiene 4858 habitantes.

## Localidades
El municipio comprende las siguientes localidades:
- Bilje con 1121 habitantes,
- Hudi Log con 23 habitantes,
- Korita na Krasu con 46 habitantes,
- Kostanjevica na Krasu con 317 habitantes,
- Lipa con 92 habitantes,
- Lokvica con 82 habitantes,
- Miren con 1498 habitantes,
- Nova vas con 57 habitantes,
- Novelo con 54 habitantes,
- Opatje Selo con 377 habitantes,
- Orehovlje con 494 habitantes,
- Sela na Krasu con 156 habitantes,
- Temnica con 151 habitantes,
- Vojščica con 222 habitantes,
- Vrtoče con 51 habitantes.